# North Para River
North Para River är ett vattendrag i Australien. Det ligger i delstaten South Australia, omkring 39 kilometer norr om delstatshuvudstaden Adelaide.
Trakten runt North Para River består till största delen av jordbruksmark. Runt North Para River är det glesbefolkat, med 13 invånare per kvadratkilometer. Genomsnittlig årsnederbörd är 593 millimeter. Den regnigaste månaden är juli, med i genomsnitt 95 mm nederbörd, och den torraste är december, med 13 mm nederbörd.